# NUMBER SIX.
『NUMBER SIX.』（ナンバー・シックス）は日本のヴィジュアル系ロックバンド、アリス九號.の楽曲であり、初のDVDシングルとして2006年10月4日にキングレコードよりリリースされた。

## 解説
初のDVDシングル。同日に配信限定楽曲として「ブループラネット」が配信された。いずれもアルバム「Alpha」、ベスト・アルバム「Alice Nine Complete Collection 2006-2009」に収録された。
2014年に結成10周年を記念して富士急ハイランド・コニファーフォレストにて行われたライブ「Alice Nine 10TH ANNIVERSARY LIVE」において、来場者特典として編曲およびセルフカバーされたものを収録したCDが配布された。
結成15周年を記念してリリースされたセルフカバーアルバム『風月ノ詩』においてもセルフカバーし直されており、彼らの楽曲の中で最も多くのバージョンが発表されている曲である（ライヴ音源を除く）。

## チャート成績
本作品はオリコン週間DVDチャートでは、2006年10月16日付で初登場・最高順位ともに10位を記録した。計6週にわたって同チャートにランクインした。

## 収録曲
| 全作詞: 将、全作曲: アリス九號.。 |                            |       |             |       |
| #                                 | タイトル                   | 作詞  | 作曲・編曲  | 時間  |
| 1.                                | 「NUMBER SIX. THE MOVIE」  | 将    | アリス九號. | 19:02 |
| 2.                                | 「NUMBER SIX. MUSIC CLIP」 | 将    | アリス九號. | 5:46  |
| 3.                                | 「NUMBER SIX. MAKING -A-」 | 将    | アリス九號. | 9:30  |
| 合計時間:                         | 合計時間:                  | 34:18 |             |       |

| 全作詞: 将、全作曲: アリス九號.。 |                            |      |             |      |
| #                                 | タイトル                   | 作詞 | 作曲・編曲  | 時間 |
| 1.                                | 「NUMBER SIX. MUSIC CLIP」 | 将   | アリス九號. | 5:46 |
| 2.                                | 「NUMBER SIX. MAKING -B-」 | 将   | アリス九號. |      |

## 品番
|                        | リリース日    | 品番       |
| ---------------------- | ------------- | ---------- |
| 初回限定盤             | 2006年10月4日 | KIBM-90117 |
| 通常盤                 | 2006年10月4日 | KIBM-117   |
| デジタル・ダウンロード | 2006年10月4日 | -          |

## 収録作品
- 『Alpha』[2]
- 『Alice Nine Complete Collection 2006-2009』[3]
- 「Alice Nine 10TH ANNIVERSARY LIVE 配布CD」(セルフカヴァー)
- 『風月ノ詩』(セルフカヴァー、10周年記念ライブ配布CDとは別テイク) [4]